# من زندگی کردم
«من زندگی کردم» تک‌آهنگی از گروه موسیقی پاپ راک وان‌ریپابلیک است که در ۲۳ سپتامبر ۲۰۱۴ منتشر شد. این تک‌آهنگ در آلبوم مادری (آلبوم) قرار داشت.